# Ewald Bosse
Ewald Theodor Alfred Bosse, född 18 september 1880 i Stockholm, död 22 september 1956 i Voksenkollen, var en svensk-norsk sociolog. Han var son till bokhandlaren och publicisten Johan Heinrich Wilhelm Bosse (1836–1896) och Anne-Marie Lehmann (1834–1894) samt bror till Alma Fahlstrøm och Harriet Bosse.

## Verk (urval)
- Norwegens Volkswirtschaft vom Ausgang der Hansaperiode bis zur Gegenwart, Jena 1916
- Af arbeidslæren
  - (1) Det økonomiske arbeide. En genetisk analyse, Oslo 1927
  - (2) Retten til arbeide, Oslo 1933
  - (3) Fattigdommen som samfundsfenomenen, Oslo, 1939
- Soziologie und Arbeitslehre. I: "Reine und Angewandte Soziologie. Eine Festgabe für Ferdinand Tönnies zu seinem 80. Geburtstag [...]", Leipzig 1936